# Zofia Czasznicka

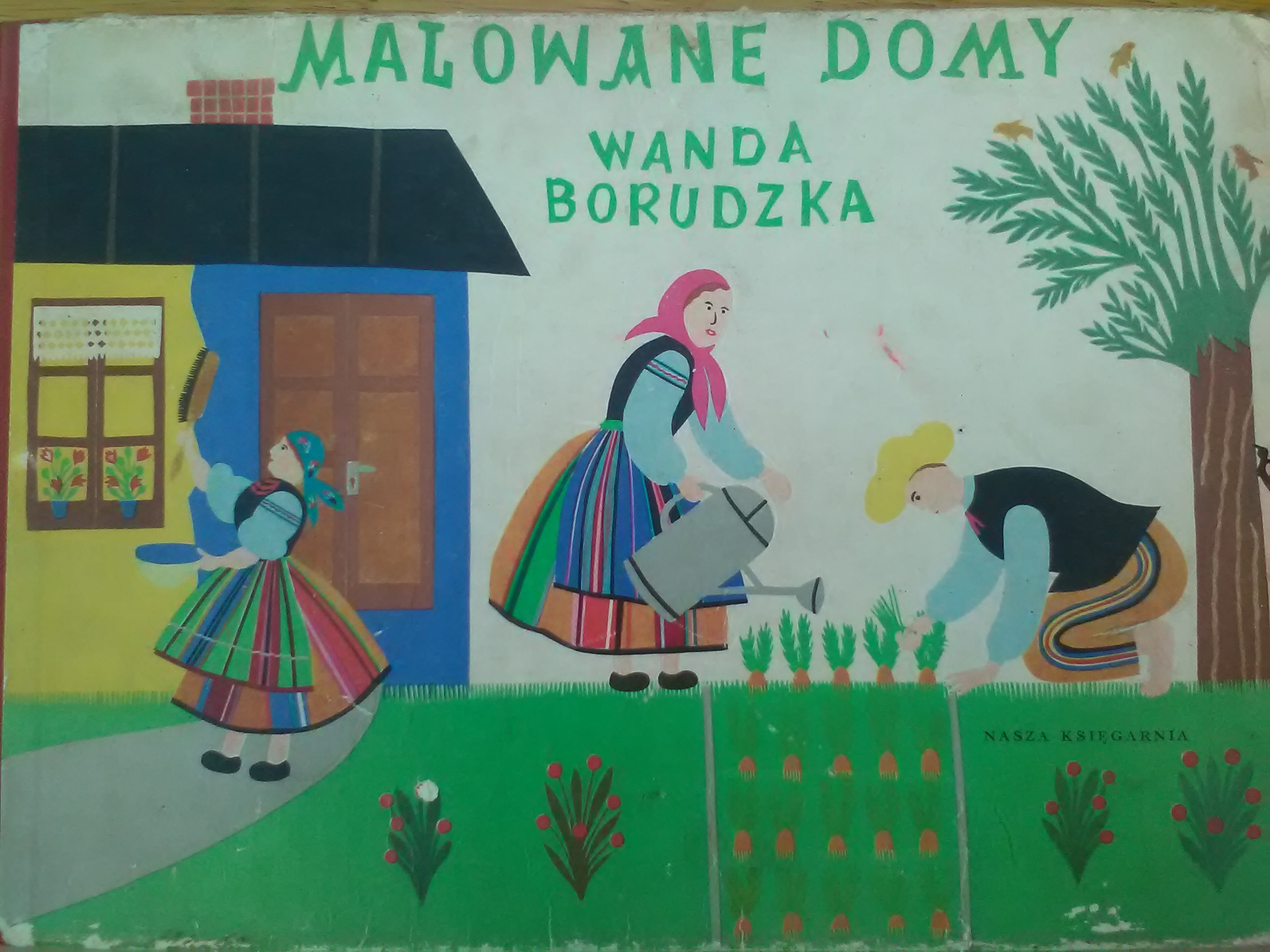
książka „Malowane domy”

Zofia Czasznicka (ur. 3 listopada 1889 w Maślikowszczyźnie, zm. 25 lipca 1973 w Warszawie) – artystka, specjalizująca się w tkactwie. Amatorsko zajmowała się etnografią. Działaczka Towarzystwa Popierania Przemysłu Ludowego, naczelnik Wydziału Sztuki Ludowej w Ministerstwie Kultury i Sztuki. Członkini warszawskiego oddziału Polskiego Towarzystwa Ludoznawczego.

## Życiorys
Urodziła się na Żmudzi w rodzinie ziemiańskiej. Osierocona przez rodziców we wczesnym dzieciństwie, wychowywała się na folwarku ciotki. Odebrała tam pierwsze domowe nauczanie. Już w Warszawie ukończyła Szkołę Dekoracyjno-Artystyczną pp. Chalus i Dunin, do której uczęszczała w latach 1907–1910. Niedługo potem, w 1915 roku, wraz z opiekunami wyjechała do Rosji. Ukończyła gimnazjum w Moskwie oraz kursy pedagogiczne, które pozwoliły jej podjąć pracę w Niżnym Nowogrodzie, gdzie przez dwa lata prowadziła polską szkołę. Gdy wróciła do kraju, jako wolna słuchaczka uczęszczała do krakowskiej ASP. W tym samym jednak roku przeniosła się do Warszawy. Tam uczęszczała na Państwowe Kursa Pedagogiczne dla Nauczycieli Rysunku pod kierownictwem prof. Karola Tichego (lata 1919–1922). W okresie 1932–1930, w warszawskiej Szkole Sztuk Pięknych, studiowała malarstwo u profesora Tadeusza Pruszkowskiego, grafikę u prof. Władysława Skoczylasa, oraz architekturę wnętrz pod kierunkiem profesora Wojciecha Jastrzębowskiego.
Była aktywną członkinią Bloku Zawodowych Artystów Plastyków, Związku Polskich Artystów Plastyków oraz warszawskiego Polskiego Towarzystwa Ludoznawczego. Pozostawała w bliskich relacjach z członkami Bractwa św. Łukasza.
Mimo ciężkiej choroby, do ostatnich lat życia pozostała czynna zawodowo.
Zmarła w wieku 84 lat w Warszawie, pochowana na cmentarzu Powązkowskim (kwatera 155-5-18).

## Praca zawodowa
W 1928, jeszcze jako studentka, Czasznicka dołączyła do Spółdzielni Artystów „Ład”, pozostała związana z nią aż do śmierci. Przez pewien czas pełniła w niej funkcję kierowniczki działu tkactwa, później zasiadała w zarządzie spółdzielni. Podczas II wojny światowej razem z Czesławem Knothe, Władysławem Wincze i Władysławą Grużewską-Kowalczykową faktycznie kierowała spółdzielnią. Była inicjatorką powojennej odnowy „Ładu”; w 1945 weszła w skład zarządu, z kolei w latach 1955–1958 pełniła funkcję przewodniczącej jego Rady Nadzorczej.
Specjalizowała się w tkactwie, tworząc kilimy, makaty, dywany, tkaniny ścienne i obiciowe w rozmaitych technikach. W okresie międzywojennym projektowała dla „Ładu” dywany o powierzchni całkowicie pokrytej runem, w zakresie wzorów bliskie wzornictwu tradycyjnemu, o drobnych motywach geometrycznych wypełniających podziały płaszczyzny.
Tkaniny żakardowe zaczęła projektować dla „Ładu” w latach 30. XX w. i w latach 70. była autorką największej liczby ich projektów w historii spółdzielni. Styl żakardów Czasznickiej ewoluował wraz ze zmieniającymi się na przestrzeni lat trendami. Na początku lat 30. ich kompozycje były symetryczne, oparte na podstawowych figurach geometrycznych; już w połowie dekady powstawały wzory o bardziej płynnych liniach z motywami roślinnymi i zwierzęcymi osadzonymi na elemencie kratownicowym. W powojennym dorobku artystki występują żakardy o wzorze rozplanowanym według skośnej kratownicy (tendencja obecna już przed wojną), ale jest ona powyginana. Pod koniec lat 50. nastąpiło odejście od dominujących po wojnie wzorów bukietowo-kwiatowych, Czasznicka powróciła do motywów geometrycznych; w jej projektach można dostrzec inspirację malarstwem kaligraficznym i informelem. Artystka przyczyniła się do stworzenia polskiej odmiany żakardu artystycznego, z lnu, bawełny oraz wełny, charakteryzującego się ornamentami geometrycznymi i roślinnymi. Żakardy Czasznickiej bywały wykorzystywane jako tkaniny obiciowe w obiektach kulturalnych i rządowych – w Pałacu Brühla (1933), w salach Ministerstwa Budownictwa (1945) i sali obrad Sejmu PRL (1946), w gmachu Urzędu Rady Ministrów i teatrze Domu Kultury w Nowej Hucie (obie realizacje 1955).
Od końca lat 50. Czasznicka projektowała również słomianki – makaty ze słomy i lnu. Miały one charakter wertykalny i początkowo komponowane były z układów pasowych, wypełnionych motywami geometrycznymi. Ok. 1962 gama motywów została wzbogacona o uproszczone przedstawienia domów, ryb, motyli, gwiazd i iskier. Od połowy lat 60. artystka zaczęła wykorzystywać w swoich słomiankach ażury, co nadało makatom charakteru przestrzennego. Twórczość w tym zakresie przyniosła artystce złoty medal na XI Międzynarodowym triennale architektury wnętrz w Mediolanie w 1957.
Do wybuchu II wojny światowej, we współpracy z Towarzystwem Popierania Przemysłu Ludowego w Wilnie, prowadziła ośrodek tkactwa samodziałowego dla wiejskich tkaczek w Opsie. Podobną działalność udało jej się podjąć w powiecie Rawa Mazowiecka, tym razem jednak przy współpracy z Ministerstwem Przemysłu i Handlu. Była wykładowczynią w Szkole Instruktorów Tkactwa i Kilimiarstwa TPPL oraz w Szkole Przemysłowej Żeńskiej w Warszawie. W 1945 roku, jako pierwsza, objęła urząd naczelnika Wydziału Sztuki Ludowej w Ministerstwie Kultury i Sztuki, który sprawowała do 1950. Opracowała plan opieki nad sztuką ludową. Kształciła pracowników wydziałów kultury w województwach i powiatach z zakresu dbania o twórczość ludową. Była również inicjatorką wielu wystaw i konkursów przeznaczonych dla lokalnych twórców, m.in. na malowanki zalipiańskie czy tradycyjne urządzenie i dekorację wnętrz izb na Kurpiach, w Kieleckiem i Łowickiem. Współpracowała z Cepelią, pracując jako doradczyni i rzeczoznawczyni, z Państwowym Muzeum Etnograficznym, a także (w latach 1951–1953) z Instytutem Wzornictwa Przemysłowego jako doradczyni do spraw artystycznych. Była jedną z inicjatorek opracowania Atlasu Polskich Strojów Ludowych.

## Publikacje i wystawy
W czasach studenckich wystawiała swoje prace malarskie w Galerii Zachęta oraz tkaniny na wystawach Spółdzielni Artystów Ład w Brukseli i Warszawie, na Powszechnej Wystawie Krajowej w Poznaniu oraz warszawskim Instytucie Propagandy Sztuki. Do rozpoczęcia II wojny światowej jej prace pojawiały się na wszystkich liczących się wystawach tkanin artystycznych w kraju i poza jego granicami. Niedługo przed wojną zorganizowała wystawę poświęconą sztuce ludowej w Inowłodzu. W 1962 w Kordegardzie odbyła się wystawa „Tkaniny, malarstwo i rysunek”, będąca przeglądem jej twórczości.
Czasznicka publikowała swoje artykuły m.in. w czasopiśmie Plastyka. Opracowała ilustracje do albumu Haft i zdobienia stroju ludowego wydanego w Warszawie w 1955. Temat ten poruszyła również w artykule Zdobione gorsety ludowe, który ukazał się w czasopiśmie Polska Sztuka Ludowa dwa lata wcześniej. Zebrała materiał ilustracyjny do książki dla dzieci Malowane domy, napisaną przez Wandę Borudzką.
W 1977 warszawski okręg Związku Polskich Artystów Plastyków zorganizował pośmiertną wystawę jej prac.

## Ordery i odznaczenia
- Krzyż Kawalerski Orderu Odrodzenia Polski[5]
- Złoty Krzyż Zasługi (15 lipca 1954)[22]
- Medal 10-lecia Polski Ludowej (19 stycznia 1955)[23]